# الدار (ملحان)

تعديل مصدري - تعديل

الدار هي إحدى قرى عزلة الروضة بمديرية ملحان التابعة لمحافظة المحويت، بلغ تعداد سكانها 204 نسمة حسب تعداد اليمن لعام 2004.